# Kimongo
Kimongo es una localidad de la República del Congo, constituida administrativamente como un distrito del departamento de Niari en el suroeste del país.
En 2011, el distrito tenía una población de 19 578 habitantes, de los cuales 9411 eran hombres y 10 167 eran mujeres.
El distrito incluye 63 pueblos y está habitado principalmente por sundis.
Se ubica junto a la frontera con Angola, unos 40 km al sureste de Dolisie sobre la carretera P2.